# Progresul, Botoșani
Progresul este o localitate componentă a municipiului Dorohoi din județul Botoșani, Moldova, România.